# سیارک ۴۵۴۸
سیارک ۴۵۴۸ (به انگلیسی: 4548 Wielen، نامگذاری:2538P-L) چهار هزار و پانصد و چهل و هشتمین سیارک کشف شده‌است که در ۲۴ سپتامبر ۱۹۶۰ کشف شد.
قدر مطلق سیارک برابر ۱۳٫۷۰ است.